# Xiphosomella evadne
Xiphosomella evadne là một loài tò vò trong họ Ichneumonidae.